# Black Mass
Black Mass (Alternativtitel: Black Mass – Das Syndikat) ist ein US-amerikanischer Film des Regisseurs Scott Cooper aus dem Jahr 2015 über das Leben des Gangsters James J. Bulger mit Johnny Depp und Joel Edgerton in den Hauptrollen. Er hatte am 4. September 2015 Premiere und kam in Deutschland und der Deutschschweiz am 15. Oktober 2015 in die Kinos, in Österreich einen Tag später.

## Handlung
Boston, frühe 1980er Jahre: Ehemals Vertraute von „Whitey“ Bulger und Mitglieder der Winter Hill Gang sagen vor dem FBI aus, um als Kronzeugen Strafmilderung zu erhalten. Der irischstämmige James „Whitey“ Bulger (auch Jimmy genannt) ist Anführer der Winter Hill Gang, einer kleineren kriminellen Bande, die im südlichen Boston in den späten 1970er und frühen 1980er Jahren Geld mit Drogenhandel, Erpressung, Glücksspiel, Schutzgeld, Kidnapping und Mord verdient. Die Gang agiert mit großer Brutalität und Kompromisslosigkeit gegen Widersacher (auch intern) und rivalisiert mit der italienischen Mafia La Cosa Nostra im nördlichen Boston. Unter den Bürgern im sozial schwachen Teil Bostons wird Bulger, der leicht psychopathische Züge aufweist, jedoch geachtet und gemocht. Gleichzeitig ist Bulger ein fürsorglicher Familienvater, der gemeinsam mit seiner Frau einen Sohn großzieht. Sein jüngerer Bruder William „Billy“ Bulger ist ein erfolgreicher Politiker im Bundesstaat Massachusetts.
Der beim FBI angestellte John Connolly ist mit den Bulger-Brüdern in Boston aufgewachsen und steht William Bulger nahe. Ziel des FBI in Boston ist die Bekämpfung der Mafia, angeführt durch den Angiulo-Clan. Hierfür schließt Connolly einen Pakt mit „Whitey“ Bulger. Im Gegenzug für Informationen über die italienische Mafia werden Bulger und die Winter Hill Gang vom FBI in Ruhe gelassen, falls diese keine Morde begehen. Bulger wittert seine Chance, das FBI zu nutzen, damit es gegen die verfeindete Mafia vorgehen kann. Dadurch kann die Winter Hill Gang ihren Einfluss in Boston festigen und ausweiten.
Bulgers Sohn erkrankt plötzlich am Reye-Syndrom, liegt zunächst im Wachkoma und verstirbt schließlich. Der Verlust seines Sohnes spaltet die Beziehung zu seiner Frau. Später verstirbt auch Bulgers Mutter. Der Verlust seiner zwei geliebten Bezugspersonen steigert Bulgers Verbitterung.
Die Winter Hill Gang hat nun auch Kontakte nach Florida und ist an Wettgeschäften beteiligt. Dort begehen sie schließlich auch einen Mord, um sich Einfluss zu verschaffen und Gewinnbeteiligung zu erhalten. Das FBI in Boston erhält Informationen über die Aktivitäten in Florida, aber Connolly nimmt die Hinweise bewusst nicht ernst und kann auch Kollegen überzeugen, das verdeckt zu halten. Einerseits, um Bulger als Kontaktperson zu bewahren und andererseits, um die eigene Reputation im FBI zu sichern.
Dem FBI gelingt schließlich medienwirksam die Verhaftung lange gesuchter Mafiosi aus dem Angiulo-Clan, was später von Connolly und der Winter Hill Gang gemeinsam gefeiert wird. Connolly verstrickt sich tiefer in die Machenschaften der Gang und verhindert Ermittlungen gegen Bulger, von denen er Kenntnis hat (darunter auch Mord). Connolly selbst profitiert von dem Kontakt zu Bulger und ist aufgrund der Erfolge gegen die Mafia auch im FBI aufgestiegen.
Der neue Staatsanwalt Wyshak forciert schließlich Ermittlungen gegen Bulger. Es stellt sich heraus, dass angebliche Informationen von Bulger an das FBI von Connolly erdacht wurden, um Bulger als Informanten unter dem Schutz des FBI zu behalten.
Durch einen Kollegen von Connolly wird der Status von Bulger als FBI-Informant öffentlich. Connolly selbst wird vom FBI verhaftet. Bulger kann aus Boston fliehen, während seine Komplizen ebenfalls verhaftet werden, aufgrund ihrer Kooperation mit den Behörden jedoch Strafmilderung erhalten. Erst 2011 kann Bulger gefasst werden. Connolly und Bulger erhalten sehr hohe Haftstrafen.

## Hintergrund
Die Verfilmung des Buches Black Mass: The True Story of an Unholy Alliance Between the FBI and the Irish Mob von Dick Lehr und Gerard O’Neill wurde jahrelang (ca. 2009 bis 2013) von Jim Sheridan vorangetrieben, der zeitweise auch Regie führte. Neben ihnen, Jez Butterworth und Mark Mallouk haben auch Russell Gewirtz, Scott Cooper und Nye Heron am Drehbuch mitgewirkt.
Früher war angedacht, das Buch mit Matt Damon und Ben Affleck zu verfilmen. 2006 wurde ein weiterer Versuch von Brian Oliver wegen des Erfolges von Departed – Unter Feinden, der ein sehr ähnliches Thema hat, nicht weiterverfolgt. Nach Jim Sheridan war Barry Levinson als Regisseur vorgesehen.
Der Film wurde am 4. September 2015 auf den 72. Internationalen Filmfestspielen von Venedig außer Konkurrenz gezeigt.

## Kritik
Auf Rotten Tomatoes wird der Film zu 73 % positiv bewertet, basierend auf 290 Kritiken, mit einer durchschnittlichen Note von 6,7/10. Auf Metacritic sind 68 % von 43 Kritiken positiv. In der Internet Movie Database ist der Film mit einer Bewertung von 6,9/10 gelistet, basierend auf 178.707 Bewertungen.
Das Lexikon des internationalen Films urteilte, der „vorzüglich besetzte Genrefilm kreist um einen ‚Pakt mit dem Teufel‘ und setzt dabei weniger auf Actionelemente als auf vielschichtige Porträts der involvierten Personen, um das fatale Geflecht aus Skrupellosigkeit auf der einen und falsch verstandener Solidarität und schierer Gier auf der anderen Seite zu durchleuchten“.
Cinema schrieb, Johnny Depp schaffe es, „bis zur Unkenntlichkeit mit seiner Rolle zu verschmelzen“, er spiele „mit Furcht einflößender Intensität“. Scott Cooper zeige Bulger als „loyalen Familienmenschen, der in einfachen Verhältnissen lebt“, der Film sei „eine subtile, geduldig inszenierte Charakterstudie, in der die Gewalt nur selten, aber dann umso brutaler zum Ausbruch“ komme.
Auf epd Film dagegen wurde Black Mass mit nur 2 von 5 Sternen bewertet. Da sich Regie und Drehbuch einzig für die „rein faktisch-biografische“ Ebene interessieren, erscheine die „tatsächlich unheimliche äußere Verwandlung“ von Johnny Depp „wie verlorene Liebesmüh“, zumal der Darsteller nicht die Möglichkeit bekomme, „seiner Figur hinter der Maske Dimensionen zu verleihen“. Gelobt wurde das „hochkarätige“ Männerensemble, besonders Joel Edgerton, dessen Rolle eines „vom eigenen Ehrgeiz korrumpierten FBI-Agenten“ mehr „dramatische Komplexität“ erlaube als Depps „eindimensional gehaltener Verbrecher“.
Prisma wiederum vergab 5 von 5 möglichen Sternen. Neben der „tolle[n] Inszenierung“ wurde besonders Johnny Depp hervorgehoben, der „die vielleicht beste Rolle seines Lebens“ spiele. Er verkörpere den Gangster „mit all der Kälte und Emotionslosigkeit, sodass man bei dessen bloßem Anblick bereits erschaudert“, gleichzeitig aber würze er „Bulgers Person mit so viel Cleverness und schwarzem Humor, dass man hin- und hergerissen ist, auf welche Seite man sich schlagen soll“.
Carsten Baumgardt bewertete Black Mass in seiner Kritik auf Filmstarts mit 3,5 von 5 Sternen und meinte, der Film überzeuge „mehr mit den konsequent düster-verwaschenen Grautönen von Kameramann Masanobu Takayanagi […] als mit erzählerischer Raffinesse“. Depp verleihe seiner Figur eine „psychopathische, eiskalte Gefährlichkeit“, ohne sie „zum typischen Film-Gangsterboss zu machen“. Edgerton stelle als „jovialer FBI-Agent“ den Gegenpol zum „unnahbaren Verbrecher“ dar, Benedict Cumberbatch als Bulgers jüngerer Bruder halte sich „eher im Hintergrund“, gleichwohl verleihe der Umstand, dass er „als demokratischer Senator von Massachusetts auf der anderen Seite des Gesetzes“ steht, den gemeinsamen Szenen der Brüder eine „reizvolle Doppelbödigkeit“.